# Amilcare Paulucci delle Roncole
Amilcare Paulucci delle Roncole (Módena, 1773 - Padua, 17 de marzo de 1845) fue un almirante austriaco.

## Biografía
Entre 1787 y 1799 sirvió en la marina napolitana, donde obtuvo el rango de capitán de fragata. En 1805 se convirtió en inspector general de la Armada del Reino de Italia, con sede en Milán. En 1806 tomó el mando de la flota de guerra itálica en Venecia. Se distinguió en las campañas contra la piratería en el Mediterráneo y contra los británicos. Sin embargo en mayo de 1808, durante la campaña del Adriático, resultó gravemente herido y cayó en manos del enemigo; y pasó cuatro años como prisionero de guerra en Malta, hasta 1812. En 1814, con el fin del reino napoleónico de Italia, se integró en la armada austro-veneciana, donde hizo su carrera hasta convertirse en comandante en jefe y mantener el mando durante veinte años, desde 1824 hasta 1844. Como tal, se comprometió a mejorar la capacitación de tripulaciones y servicios a bordo y se dedicó con diligencia a la reorganización del Arsenal de Venecia. Muy apreciado por sus servicios, fue ascendido a vicealmirante y luego a almirante, pero luego fue retirado por razones políticas; el gobierno de Viena, de hecho, lo culpó por una cierta laxitud con respecto a la infiltración de los carbonarios y de la Joven Italia entre las tripulaciones y en las filas de los oficiales.
Paulucci delle Roncole, además de los méritos marítimos, también tiene un mérito histórico: si el Bucintoro, el barco ceremonial de los duxes de la Serenísima República de Venecia, puede salir hoy en grabados y pinturas y volver a navegar, es sobre todo gracias al almirante austriaco. De hecho, en 1824, antes del desguace definitivo, el entonces vicealmirante Paulucci delle Roncole hizo que el ingeniero Giovanni Casoni construyera un modelo a escala 1:10 que actualmente se conserva en el Museo Histórico Naval de Venecia, valiéndose de los restos que quedaban en el arsenal de la época napoleónica, cuando el barco por motivos ideológicos revolucionarios fue pasto de las llamas. Tal modelo reproduce con la mayor lealtad posible el último Bucintoro.